# Hammaptera sabrosa
Hammaptera sabrosa är en fjärilsart som beskrevs av Paul Dognin 1893. Hammaptera sabrosa ingår i släktet Hammaptera och familjen mätare. Inga underarter finns listade i Catalogue of Life.